# Laird Koenig
Laird Koenig (* 24. September 1927 in Seattle, Washington; † 30. Juni 2023 in Santa Barbara, Kalifornien) war ein US-amerikanischer Schriftsteller und Drehbuchautor.

## Leben
Koenig, über dessen biografische Stationen bis in sein viertes Lebensjahrzehnt hinein wenig öffentlich bekannt ist, trat seit 1964 als Drehbuchautor in Erscheinung. Unter anderem war er Co-Autor von sieben Folgen der Fernsehserie Flipper und Co-Drehbuchautor des Westerns Rivalen unter roter Sonne (1971). Sein Schauspiel The Dozens wurde 1969 mit Morgan Freeman in einer der Hauptrollen am Broadway aufgeführt. Zusammen mit Peter L. Dixon erhielt Koenig 1972 für den gemeinsam verfassten Roman Kinderstunde den Grand prix de littérature policière für den besten nichtfranzösischen Kriminalroman des Jahres. Verfilmt wurde dieses Buch 1978 als französische Produktion unter dem Originaltitel Attention, les enfants regardent (deutscher Titel: Der unheimliche Fremde) mit Alain Delon in der Hauptrolle.  
Koenig, der von den 1970er-Jahren an außer in den USA zeitweilig auch in London und Paris lebte, veröffentlichte 1974 sein bereits zuvor fertiggestelltes, jedoch noch nicht gespieltes Theaterstück The Little Girl Who Lives Down the Lane als Roman. Für dessen 1976 uraufgeführte Verfilmung unter dem Schweizer Regisseur Nicolas Gessner mit Jodie Foster in der Titelrolle schrieb Koenig selbst das Drehbuch. War die deutsche Übersetzung des Romans 1975 zunächst unter dem Titel Das Kind am Ende der Straße erschienen, verwendete man später den durch den Film bekannteren Titel Das Mädchen am Ende der Straße. Das Schauspiel liegt seit 1997 auch gedruckt vor. 
Zu seinen weiteren Arbeiten als Drehbuchautor gehörte Blutspur (1979) mit Audrey Hepburn unter der Regie von Terence Young. Eine für 1979 geplante Verfilmung seines Romans The Neighbor (deutscher Titel: Ein langes Wochenende lang) durch Louis Malle kam nicht zustande. 1982 wurde dieses Buch unter dem Titel Killing 'em Softly mit Irene Cara verfilmt. Zusammen mit Robin Moore erhielt Laird Koenig 1983 die Goldene Himbeere (schlechtestes Drehbuch) für den Film Inchon! (mit Laurence Olivier und Jacqueline Bisset). Auch für die Verfilmung seines eigenen Romans Rockabye (Der verlorene Rauschgold-Engel) verfasste Koenig 1986 das Drehbuch selbst. Eine erneute Zusammenarbeit mit Regisseur Nicolas Gessner gab es 1989 beim Film Tennessee Nights, der auf den Roman Minnie oder Ein Fall von Geringfügigkeit von Hans Werner Kettenbach zurückgeht.
Laird Koenig starb am 30. Juni 2023 in Santa Barbara, Kalifornien im Alter von 95 Jahren.

## Werke

### Romane
- Laird Koenig / Peter L. Dixon: Kinderstunde. Scherz, Bern/München 1974, ISBN 3-502-10388-7 (The Children Are Watching, 1971)
- Das Mädchen am Ende der Straße. Heyne, München 1977, ISBN 3-453-10352-1 (The Little Girl Who Lives Down the Lane, 1974)
  - zuvor unter dem deutschen Titel: Das Kind am Ende der Straße. Schneekluth, München 1975, ISBN 3-7951-0310-X
- Ein langes Wochenende lang. Schneekluth, München 1982, ISBN 3-7951-0679-6 (The Neighbor, 1978)
- Wie Spinnen im Netz. Heyne, München 1986, ISBN 3-453-10763-2 (Islands, 1980)
- Der verlorene Rauschgold-Engel. Heyne, München 1985, ISBN 3-453-10745-4 (Rockabye, 1981)
- The Disciple. Bantam, Toronto/New York 1983, ISBN 0-553-23518-4
- The Sea Wife. Severn House, London 1987, ISBN 0-7278-1492-3

### Bühnenwerke
- The Dozens. Dramatist's Play Service, New York 1969
- The Little Girl Who Lives Down the Lane. Dramatist's Play Service, New York 1997, ISBN 0-8222-1571-3

### Drehbücher (Auswahl)
- 1964–67: Flipper (7 Folgen)
- 1971: Rivalen unter roter Sonne
- 1976: Das Mädchen am Ende der Straße
- 1979: Blutspur
- 1981: Inchon
- 1986: Rockabye
- 1987: Die Vergangenheit der Senatorin (Fernsehfilm)
- 1989: Tennessee Nights